# C-3PO
C-3PO er en primært guldfarvet robot (med et sølvfarvet ben) i Star Wars-universet. Den er bygget af Anakin Skywalker og behersker mere end seks millioner sprog. Den bliver spillet af Anthony Daniels. C-3PO er gode venner med R2-D2.